# Германия на «Евровидении-1956»
Германия дебютировала в «Евровидении 1956», проходившем в Лугано, Швейцария, 24 мая 1956 года. На конкурсе страну представили Вальтер Андреас Шварц с песней «Im Wartesaal zum großen Glück», выступивший четвёртым, и Фредди Квинн с композицией «So geht das jede Nacht», выступив под номеров 11. Ни одна из песен не заняла первое место.
Комментатором конкурса от Германии в этом году стал Вольф Миттлер (Deutsches Fernsehen). Вальтер Андреас и Фредди выступили в сопровождении оркестра под руководством Фернандо Паджи.

## Национальный отбор
1 мая 1956 года состоялся национальный отбор, проходивший в Кёльне. В конкурсе приняло участие 12 артистов. Несмотря на наличие конкурса в местных телегидах, о проведении трансляции отбора никто из певцов не помнит.
| №  | Артист                    | Песня                           |
| -- | ------------------------- | ------------------------------- |
| 1  | Лиз Ассиа                 | —                               |
| 2  | Рольф Баро                | —                               |
| 3  | Ева Буш                   | —                               |
| 4  | Анжела Дюран              | —                               |
| 5  | Марго Эскенс              | —                               |
| 6  | Фридель Хенш и Die Cyprys | —                               |
| 7  | Марго Хильшер             | —                               |
| 8  | Биби Джонс                | —                               |
| 9  | Фредди Квинн              | «So geht das jede Nacht»        |
| 10 | Вальтер Андреас Шварц     | «Im Wartesaal zum großen Glück» |
| 11 | Ханс Арно Симон           | —                               |
| 12 | Герхард Вендлэнд          | —                               |

Был слух, что Лиз Ассиа исполнила композицию «Ein Kleiner Goldner Ring», однако певица опровергла эту информацию, потому что данная композиция прозвучала лишь в 1961 году на German Schlager Festival.
Несмотря на то, что Лиз Ассиа не удалось победить в национальном отборе Германии, она стала представительницей Швейцарии, пройдя отбор там, и победила на конкурсе.